# Thesium pyrenaicum
Thesium pyrenaicum — вид квіткових рослин з родини санталових (Santalaceae). Ареал: Австрія, Бельгія, Чехія, Словаччина, Франція, Німеччина, Італія, Португалія, Іспанія, Швейцарія, Ліхтенштейн, Андорра, Словенія, Хорватія, Чорногорія, Сербія, Косово; вимер: Нідерланди, Польща.

## Середовище
Росте на низькорослих трав'янистих місцевостях, виключно на невапнякових ґрунтах, на світлих відкритих місцях.

## Біоморфологічний опис
Багаторічна жовто-зелена трав’яниста рослина з багатоголовим кореневищем, 10–40 см заввишки. Стебла 5–20, прямі або коротко підняті, голі. Листки сидячі, лінійні, одножилкові, голі. Суцвіття — більш-менш широко розгалужена волоть, під квітками присутні приквітки, схожі на листя. Квітки поодинокі, рідше нижні по 2–3, білі, зазвичай 5-пелюсткові, оцвітина позаду плода загорнута всередину.